# Ерол
Ерол (фр. Eyroles) насеље је и општина у источној Француској у региону Рона-Алпи, у департману Дром која припада префектури Нион.
По подацима из 2011. године у општини је живело 28 становника, а густина насељености је износила 3,2 становника/km². Општина се простире на површини од 8,75 km². Налази се на средњој надморској висини од 600 метара (максималној 805 m, а минималној 380 m).

## Демографија
| 1962. | 1968. | 1975. | 1982. | 1990. | 1999. | 2011. |
| ----- | ----- | ----- | ----- | ----- | ----- | ----- |
| 26    | 29    | 18    | 20    | 20    | 17    | 28    |

График промене броја становника у току последњих година